# الضبعات (سنحان)

تعديل مصدري - تعديل

الضبعات هي إحدى قرى عزلة وادي الأجبار بمديرية سنحان وبني بهلول التابعة لمحافظة صنعاء، بلغ تعداد سكانها 1496 نسمة حسب تعداد اليمن لعام 2004.